# Ü-Tsang
| Tibetische Bezeichnung                    |
| ----------------------------------------- |
| Tibetische Schrift: དབུས་གཙང               |
| Wylie-Transliteration: dbus gtsang        |
| Offizielle Transkription der VRCh: Ü-Zang |
| Andere Schreibweisen: U-Tsang             |
| Chinesische Bezeichnung                   |
| Traditionell: 衛藏                        |
| Vereinfacht: 卫藏                         |
| Pinyin:Wèi-Zàng                           |

Ü-Tsang (tibetisch Dbus-Gtsang) ist ein zusammengesetzter Begriff, der die beiden kulturhistorisch bedeutendsten Regionen Tibets als semantische Einheit darstellt: die alte (Kultur-)Provinz Ü (tib. dbus) mit der Hauptstadt Lhasa und die weiter westlich anschließende Provinz Tsang (tib. gtsang) mit Sitz in Samzhubzê.
Durch ihre Bedeutung für die Kulturgeschichte Tibets hat sich im Westen dafür meist die Bezeichnung Zentraltibet eingebürgert, auch wenn diese Gebiete rein geographisch eher im Süden des tibetischen Hochlandes gelegen sind. 
Tatsächlich war in den letzten Jahrhunderten mit Ü-Tsang in der Regel mehr oder weniger der Herrschaftsbereich der Dalai Lamas gemeint, der durchaus unterschiedliche Ausmaße hatte, weshalb die Grenzen zu den Nachbarregionen Ngari im Westen, den Changthang im Norden, Lhokha (tib; ‚Südregion‘) im an den Himalaya angrenzenden Süden sowie Kham im Osten fließend waren.